# Lands of Lore
Lands of Lore je trilogie RPG videoher od americké vývojářské firmy Westwood Studios. Po úspěchu prvního dílu se Westwood rozhodli vydat celou trilogii. Druhý a třetí díl však nebyl tak úspěšný jako první a proto Westwood od vytváření klasických RPG upustil a další hry byly spíše akční adventury.
První díl série byl autory zpracován tak, aby zaujal i hráče, kteří jinak neměli s RPG hrami zkušenosti či je odrazoval herní systém založený na vylepšování množství statistik postav, na zdlouhavých bojích apod. Co se týče pohybu v herním světě, šlo o klasický krokovací dungeon (pohyb po čtvercích). Družinu tvořily maximálně tři postavy, z nich byl jeden hlavní hrdina a ostatní se přidaly (a případně pak rozešly).
Druhý díl přinesl nový 3D engine v kombinaci s 2D sprity a v hlavní roli je pouze jedna postava - Luther, syn čarodějnice Scotie z prvního dílu. Na hru se snesla i kritika mj. kvůli nedostatku NPC a interakce. Absentoval zde popis předmětů (stejně jako v prvním dílu) a dokonce i textový přepis dialogů. Zmizely peníze a obchody.
I ve třetím dílu vystupuje pouze jeden hrdina, Copper LeGré, napůl člověk a napůl drak. Zde se autoři snažili vzít k srdci námitky a implementovali do hry deník, který obsahoval mj. bestiář, seznam questů, podrobný popis předmětů atd., vrátili obchody a možnost prodeje či nákupu. Obohacením byly i 4 gildy, v nichž se mohl hráč realizovat.

## Hry série
- Lands of Lore: The Throne of Chaos (1993)[2][3]
- Lands of Lore II: Guardians of Destiny (1997)[4][5]
- Lands of Lore III (1999)[6]